# Garretson Warner Gibson

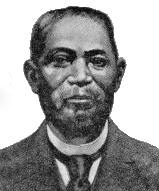
Garretson W. Gibson (1832-1910)

Garretson Warner Gibson (Baltimore, Maryland 20 mei 1832 - Monrovia, Liberia 26 april 1910) was de veertiende president van Liberia van 11 december 1900 tot 4 januari 1904.

## Biografie
Hij werd in 1832 geboren in Baltimore, Maryland in de Verenigde Staten van Amerika en emigreerde in 1835 naar de Maryland Colony in Cape Palmas. In 1856 ging Maryland onder de naam Maryland County op in Liberia. Hij ontving onderwijs van bisschop John Payne van de Episcopaalse Kerk en bezocht later een missieschool in Cavalla. Van 1851 tot 1853 studeerde hij theologie in Baltimore, Maryland (VS) en werd nadien tot priester gewijd. Na zijn terugkeer in Liberia was hij rector van de Drievuldigheidskerk in Monrovia. Hij was daarnaast hoogleraar aan Liberia College, de eerste rector magnificus van Liberia College (1892-1896) en lid van het bestuur van de hogeschool.
Gibson was Chaplain (kapelaan) van de Senaat en werd vervulde verschillende ministersposten. President William D. Coleman benoemde hem tot minister van Binnenlandse Zaken en in 1900 was hij korte tijd minister van Buitenlandse Zaken. Terwijl hij deze laatste post bekleedde werd hij op 11 november 1900 na het ontslag van Coleman, omdat het vicepresidentschap vacant was (J.J. Ross bekleedde deze post maar was na zijn overlijden niet opgevolgd) aangewezen als presidentskandidaat voor de True Whig Party. Op 11 december aanvaardde hij het presidentschap en in 1901 werd hij ook gekozen in die functie.
Als president wist hij grensproblemen met het aangrenzende Sierra Leone, een Britse kolonie, tot een bevredigend einde te brengen (1903). Spanningen met het Verenigd Koninkrijk en Frankrijk over de precieze grenzen van Liberianen bleven echter bestaan en zouden pas onder Gibsons' opvolger, Arthur Barclay, worden opgelost.
De vicepresident onder Gibson was Joseph Summerville.

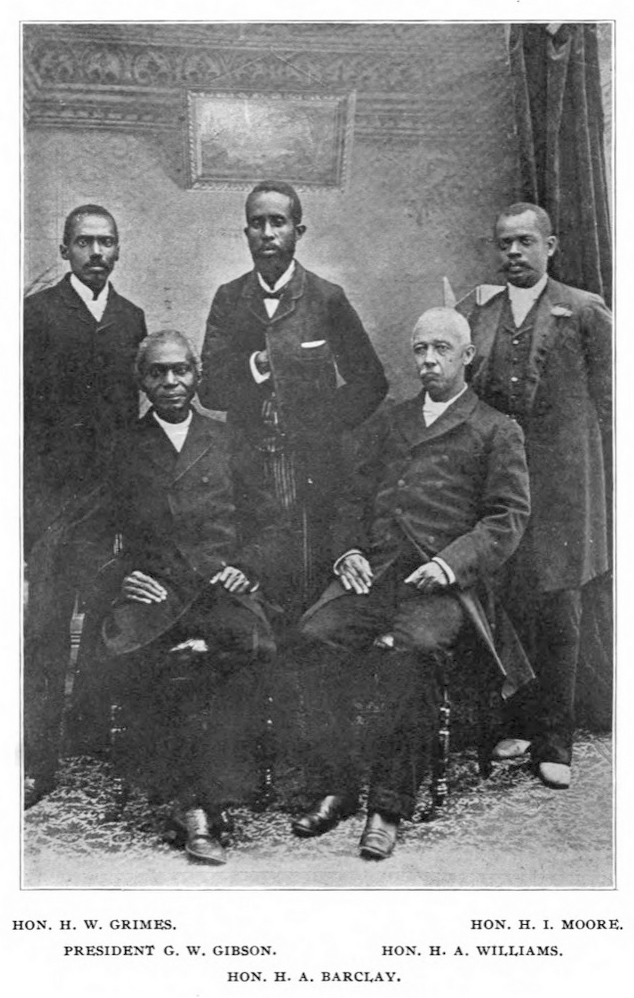
President Gibson (zittend, links) te midden van zijn kabinet in 1903.

Garretson W. Gibson overleed in 1910 in Monrovia. Hij behoorde tot de elite van Americo-Liberianen die het land domineerden van de onafhankelijkheid in 1847 tot de staatsgreep van 1980. Hij was het laatste staatshoofd van Liberia dat in de Verenigde Staten van Amerika was geboren.